# منصوره شریفی صدر
منصوره شریفی صدر دیپلمات ایرانی و دستیار وزیر امور خارجه از ۱۹ بهمن ۱۴۰۰ است و پیش از این در سمت‌ مدیرکل زنان و حقوق بشر وزارت امور خارجه ایران فعالیت کرده‌است. وی از سال ۱۳۸۷ تا اسفند ۱۳۹۰ معاون سفارت ایران در ژاپن بود و اولین زنی است که در جمهوری اسلامی ایران، به سمت کاردار منصوب شد و در هنگام مرخصی سفیر، سرپرستی سفارت ایران در ژاپن را برعهده داشت.
شریفی صدر کارشناسی حقوق و کارشناسی ارشد مطالعات منطقه‌ای را از دانشگاه تهران دریافت کرد و مدرک دکترا در رشته روابط بین‌الملل را در سال ۱۴۰۲ از واحد علوم و تحقیقات دانشگاه آزاد اسلامی دریافت کرده‌است. او دارای دو پسر است.